# Rafael Pérez Sierra
Rafael Pérez Sierra (Madrid, 1935) és un gestor d'arts escèniques, director, adaptador i muntador teatral, així com guionista de cinema espanyol, que ha ocupat diferents càrrecs públics de responsabilitat en els anys 1980 i 1990 en l'organització de l'estructura de la dansa i el teatre espanyol.

## Biografia
Llicenciat en Dret per la Complutense de Madrid, no obstant això ha dedicat tota la seva vida a l'art dramàtic. Va començar a treballar com a ajudant al Teatro María Guerrero de Madrid. Va ser catedràtic de l'Escola de Canto i director en la Reial Escola Superior d'Art Dramàtic, fins al seu nomenament com a director general de Teatre durant el primer govern d'Adolfo Suárez. Des de l'àmbit polític, va impulsar la creació del Centre Dramàtic Nacional i del Festival de Teatre Clàssic d'Almagro (1978), llavors dependent directament de la direcció general. Més tard, va ser fundador del Festival de Teatre Clàssic d'Olite.
Després d'abandonar les responsabilitats polítiques, va poder dirigir el Festival d'Almagro (1986-1989, en substitució de César Oliva) i la Compañía Nacional de Teatro Clásico, que va ajudar a constituir el 1986, en dues ocasions, totes dues en substitució d'Adolfo Marsillach (1989-1991 i 1997-1999).
Pérez Sierra ha destacat per les seves adaptacions del teatre clàssic espanyol, especialment del Segle d'Or —Calderón i Lope de Vega, especialment—, a més d'altres autors no espanyols, com l'estatunidenc Arthur Miller o el francès, Pierre de Marivaux. Entre les desenes de muntatges dels quals ha estat responsable, es poden trobar El médico de su honra, No hay burlas con el amor, ¿De cuándo acá nos vino? o La moza de cántaro. Ha estat també guionista de cinema, i juntament amb Pilar Miró, va preparar el d' El perro del hortelano, pel qual va rebre el Premi Goya al millor guió adaptat (1996) ex aequo amb Miró.

## Premis
Medalles del Cercle d'Escriptors Cinematogràfics
| Any  | Categoria           | Pel·lícula             | Resultat  |
| ---- | ------------------- | ---------------------- | --------- |
| 1996 | Millor guió adaptat | El perro del hortelano | Guanyador |

XI Premis Goya
| Categoria           | Persona                        | Resultat   |
| ------------------- | ------------------------------ | ---------- |
| Millor guió adaptat | Pilar Miró Rafael Pérez Sierra | Guanyadors |